# Resolution 1838 des UN-Sicherheitsrates
Die Resolution 1838 des UN-Sicherheitsrates ist eine vom Sicherheitsrat der Vereinten Nationen am 7. Oktober 2008 einstimmig verabschiedete Entschließung zur Piraterie vor der Küste Somalias.
Die Resolution wurde von Belgien, Kroatien, Dänemark, Frankreich, Griechenland, Italien, Japan, Kanada, Litauen, Malaysia, den Niederlanden, Norwegen, Panama, Portugal, Singapur, Spanien, Südkorea, dem Vereinigten Königreich und den Vereinigten Staaten eingebracht.
Mit der Resolution knüpfte der Sicherheitsrat an seine Resolution 1814 (2008) und 1816 (2008) an. Während Resolution 1814 (2008) die Absicht des Gremiums verfolgt, die African Union Mission in Somalia (AMISOM) durch eine Mission der Vereinten Nationen abzulösen, hat die Resolution 1816 die internationale Staatengemeinschaft aufgefordert, die Piraterie vor den Küsten Somalias am Horn von Afrika zu bekämpfen.
Das Gremium bestätigte mit seinem Entschluss, dass die Bekämpfung der Piraterie im Einklang mit den Vorschriften des Seerechtsübereinkommens steht, und begrüßte die Leistungen einzelner Staaten und der Europäischen Union zum Schutze des Transportes von Hilfsgütern im Rahmen des World Food Programmes (WFP) durch Entsendung von Schiffen an die ostafrikanische Küste. Es unterstrich, dass rund dreieinhalb Millionen Somalier von solchen Hilfslieferungen abhängig sind und dass die Eigner von Frachtschiffen nur dann die somalische Küste anlaufen lassen, wenn die Sendung durch Kriegsschiffe eskortiert wird.
Der Sicherheitsrat bestätigte die Souveränität, territoriale Integrität, politische Unabhängigkeit und Einheit Somalias und nahm zur Kenntnis, dass der Präsident Somalias den Wunsch der somalischen Übergangsregierung ausgedrückt hat, innerhalb der Bestimmungen des Abschnittes 7 der Resolution 1816 (2008) Piraterie und bewaffneten Raub vor der Küste Somalias zu bekämpfen. Er rief auch in Erinnerung, dass die Parteien, die das Friedens- und Versöhnungsabkommen von Dschibuti unterzeichnet haben, um die Stationierung einer internationalen Stabilisierungstruppe ersucht hatten.
Betonend, dass Frieden und Stabilität, die Stärkung der staatlichen Institutionen, wirtschaftliche und soziale Entwicklung sowie die Respektierung der Menschenrechte sowie von Gesetz und Ordnung notwendig sind, um die Piraterie vor der Küste dauerhaft zu beseitigen, stellte der Rat auch fest, dass die Zwischenfälle vor der somalischen Küste und auf Hoher See nicht nur die Situation in Somalia verschlechtern, sondern auch eine Gefahr für den internationalen Frieden und die Sicherheit in der Region darstellen.
Unter Kapitel VII der Charta der Vereinten Nationen forderte der Sicherheitsrat alle an der Sicherheit der Schifffahrt interessierten Staaten auf, sich am Kampf gegen das Piratentum durch Stationierung von Kriegsschiffen und Militärflugzeugen zu beteiligen und dabei die Bestimmungen des Seerechtsüberkommens zu beachten. Er rief Staaten, die dazu in der Lage sind, dazu auf, mit der Übergangsregierung in Somalia beim Kampf gegen die Piraterie im Rahmen der Resolution 1816 (2008) zu kooperieren und im Rahmen der Resolution 1814 (2008) Lieferungen des World Food Programmes (WFP) zu schützen.
Hauptsächlich aufgrund von Vorbehalten Indonesiens beinhaltet die Resolution die Feststellung, dass die Resolution sich ausdrücklich auf die Situation in Somalia bezieht und nicht als Präzedenzfall zum Aufbau eines speziellen internationalen Rechtes zu verstehen ist.
Wie bei solchen Resolutionen üblich, beschloss der Sicherheitsrat auch, aktiv mit der Sache befasst zu bleiben.